# Mark Uhatahi
Mark Uhatahi (ur. 24 marca 1983) – tongański piłkarz, grający na pozycji środkowego napastnika w latach 2003–2017. W sezonie 2025, trener tongańskiego Veitongo FC.

## Kariera piłkarska

### Kariera klubowa
Karierę piłkarską rozpoczął w 2003 roku w drużynie Lotohaʻapai United. W latach 2013–2014 został kapitanem zespołu.
W lipcu 2016 roku przeszedł do Veitongo FC. W tym klubie zagrał tylko jeden mecz, po czym w 2017 roku zakończył karierę.

### Kariera reprezentacyjna
W 2003 debiutował w narodowej reprezentacji Tonga. Rozegrał 9 meczów, w których strzelił trzy gole.

## Sukcesy i odznaczenia

### Sukcesy klubowe
- mistrz Tonga: 2003, 2004, 2005, 2006, 2007, 2008, 2011, 2012, 2013